# Leptactina deblockiae
Leptactina deblockiae är en måreväxtart som beskrevs av Neuba och Bonaventure Sonké. Leptactina deblockiae ingår i släktet Leptactina och familjen måreväxter. Inga underarter finns listade i Catalogue of Life.